# Æthelberht van Wessex
Ethelbert (of Æthelberht) was onderkoning van Kent van 858 tot 865 en koning van Wessex van 860 tot 865. Hij verkreeg de landen van Kent bij de dood van zijn vader Ethelwulf, die deze gebieden bezat sedert de tweedeling van het rijk in 856. In 860 werd hij ook heerser van het andere deel van het rijk (Wessex), nadat zijn oudere broer Ethelbald overleed.
Onder zijn regering werd Kent geplunderd door de Vikingen. Ook vonden invallen plaats in Northumbria en drongen de Denen door tot zelfs aan Winchester.
Hij werd opgevolgd door zijn broer Æthelred.
- International Standard Name Identifier: 0000 0000 4375 9376
- Library of Congress Control Number: nb2008005872
- Virtual International Authority File: 41371137
- WorldCat: E39PBJyrPV9dvffJ4FyVkThj4q

Cerdic · Cynric · Ceawlin · Ceol · Ceolwulf · Cynegils · Cwichelm · Cenwalh · Penda van Mercia/Cenberht (?) · Cenwalh · Seaxburg · Æscwine · Centwine · Cædwalla · Ine · Æthelheard · Cuthred · Sigeberht · Cynewulf · Beorhtric · Egbert · Æthelwulf · Æthelbald · Æthelberht · Æthelred · Alfred de Grote · Eduard de Oudere · Æthelstan